# Condensat fermiònic
Un condensat fermiònic és un estat de la matèria superfluid format per partícules fermiòniques a baixes temperatures. Està estretament relacionat amb el condensat de Bose–Einstein, una fase superfluida formada usant àtoms bosònics sota condicions similars. El primer condensat fermiònic va ser creat per Deborah S. Jin el 2003. Un condensat quiral és un exemple de condensat fermiònic que apareix en les teories de fermions sense massa amb trencament de la simetria quiral.
Els condensats fermiònics reben el nom de sisè estat de la matèria.
La superfluïdesa va ser primer descoberta en l'heli líquid, heli-4, l'any 1938 i la seva superfluïdesa es deu a la condensació Bose, el mateix mecanisme que produeix el condensat Bose-Einstein.
És més difícil produir un superfluid fermiònic que un superfluid bosònic, però hi ha un mecanisme, la transició BCS, pel qual un superfluid pot ser format per fermions, ja que a unes certes baixes temperatures el fluid d'electrons és capaç de fluir sense dissipació i com a resultat esdevé un superfluid, i el material un superconductor.